# Ugrino Csák di Spalato
Ugrino Csák (in ungherese Csák nembeli Ugrin; in croato Hugrin; 1207 circa – 27 novembre 1248) fu un ecclesiastico ungherese vissuto nel XIII secolo che ricoprì la carica di arcivescovo di Spalato dal 1244 al 1248.

## Biografia

### Origini
Ugrino discendeva dal ramo Újlak della potente famiglia degli Csák, un'antica stirpe ungherese. Il suo zio omonimo era Ugrino Csák, l'influente arcivescovo di Caloccia dal 1219 al 1241. Malgrado i genitori siano ignoti, il genealogista della fine del XIX secolo János Karácsonyi ha ritenuto che Ugrino fosse nipote di Bás (II) tramite un ipotetico figlio ignoto, una ricostruzione però improbabile, poiché, seguendo l'albero così ipotizzato, il presunto cugino di Ugrino (Giovanni) e i cugini di secondo grado gli sarebbero sopravvissuti per più di mezzo secolo. Lo storico Pál Engel ha sostenuto che Ugrino fosse il figlio di Pós (o Pous), che ricoprì la carica di bano di Severin e mastro tesoriere nel 1235. Engel ha distinto erroneamente due nobili di nome Pós, presupponendo un legame di parentela padre-figlio. Péter Galambosi ha confermato l'identificazione tra i due personaggi storici, ritenendo che Ugrino forse figlio di Bás (II), fratello di Pós e Ugrino di Caloccia.

### Studi e ritorno in patria
(Tommaso Arcidiacono, Historia Salonitana)
Nato intorno al 1207, le prime informazioni che si conoscono riguardano il fatto che, sotto il patrocinio dello zio omonimo, Ugrino cominciò il suo percorso ecclesiastico unendosi all'ordine domenicano. Studiò all'Università di Parigi, dove trascorse dodici anni e i suoi studi teologici furono finanziati dallo zio (la storiografia croata ha attribuito spesso erroneamente questa data a Stefano Babonić, vescovo di Zagabria, a causa di un errore commesso dalla studiosa novecentesca Nada Klaić). Ugrino adoperava il titolo di magister, a testimonianza della sua istruzione, venendo definito lector della cattedrale dell'Assunzione di Maria Vergine di Caloccia nel dicembre del 1233.
In seguito, Ugrino divenne il primo prevosto di cui si ha conoscenza del capitolo collegiale di Čazma (Csázma), compreso nella diocesi di Zagabria. In tale veste fu un confidente del duca Colomanno, che vi stabilì la sua corte. Durante la prima invasione mongola dell'Ungheria del 1241-1242, Ugrino si unì al seguito del re Béla IV che fuggì a Zagabria, sfuggendo all'avanzata nemica. stando alla Historia Salonitana dell'arcidiacono coevo Tommaso, Ugrino figurava tra quegli aristocratici e prelati che scortarono il monarca in Dalmazia ed raggiunsero Spalato e poi Traù all'inizio del 1242.

### Prelato
(Tommaso Arcidiacono, Historia Salonitana)
La presenza della corte reale in Dalmazia durante l'invasione mongola influenzò profondamente l'elezione degli arcivescovi e, di conseguenza, l'autonomia di Spalato. I cittadini e il clero locale elessero quale vescovo Stefano di Zagabria, candidato caldeggiato dal monarca, come nuovo arcivescovo nell'estate del 1242, ma la sua elezione non fu mai confermata e dovette rinunciare al titolo. Il capitolo della cattedrale, escludendo i magistrati borghesi, elesse come suo successore nel 1243 Tommaso Arcidiacono, favorevole a un sistema politico improntato sui comuni; i borghesi protestarono contro un simile processo, contrario al diritto consuetudinario di Spalato, tanto da costringere Tommaso a fare un passo indietro. Sotto la pressione di Béla IV, il capitolo elesse Ugrino Csák arcivescovo di Spalato nel 1244, quando la città, sotto Matteo Ninoslao, entrò in conflitto con Traù. Ugrino rappresentò gli interessi dei magiari su Spalato negli anni successivi. Dopo la vittoria riportata dalla corona contro Matteo Ninoslao, Béla, il quale ambiva a consolidare la propria autorità reale in Dalmazia, nominò Ugrino comes (ispán o zupano) di Spalato il 2 ottobre 1244, rendendolo dunque un arcivescovo responsabile anche degli affari secolari della città. Ancora, Ugrino ricevette il titolo di conte di Cetina e delle isole di Brazza, Lagosta e Curzola. Nella storia di Spalato, Ugrino risultò l'unico ecclesiastico a detenere il titolo di comes. La scelta del monarca si inseriva nel contesto del conflittuale rapporto tra Spalato e Traù, un astio deleterio per la corte reale. Il comune sostenne la nomina di Ugrino a comes di Spalato, poiché in questo modo sperava nel sostegno della corona per le proprie rivendicazioni territoriali contro Traù.
Tommaso Arcidiacono e chi lo sosteneva considerarono invalida l'elezione di Ugrino, ma rimasero in minoranza. Le attività in qualità di arcivescovo compiute da quest'ultimo vengono narrate principalmente dal suo avversario politico, l'arcidiacono Tommaso, circostanza la quale porta a una narrazione degli eventi comprensibilmente intrisa di pregiudizi. Ugrino e la sua scorta arrivarono a Spalato poco dopo la Pasqua del 1245 (il 16 aprile). L'arcivescovo eletto Ugrino svolse un ruolo importante nel ristabilire la pace tra Spalato e Traù nel 1245; poiché cercava perlopiù di rappresentare gli interessi reali ungheresi in Dalmazia rispetto a quelli della sua città e della sua sede arcivescovile, si dimostrò disposto a risolvere il conflitto il prima possibile, giungendo a proporre delle condizioni di pace seriamente svantaggiose per Spalato. L'arcidiacono Tommaso accusò Ugrino di essersi «comportato con mitezza e tolleranza» nei confronti dei nemici della città, riservando però «durezza estrema e severità ai suoi concittadini». Durante il suo episcopato, Ugrino ebbe sempre un rapporto teso con il capitolo; a tal proposito, l'arcidiacono Tommaso afferma che Ugrino si appropriò delle risorse e delle entrate ecclesiastiche, sulle quali non aveva giurisdizione, e limitò finanche i diritti del capitolo. Tra le varie conseguenze, la pace sfavorevole con Traù nel 1245 determinò la cessazione dell'iniziale rapporto armonioso con il comune. Secondo Judit Gál, l'antipatia di Tommaso (al di là del coinvolgimento personale) rifletteva la differenza tra la percezione del ruolo del prelato dalla prospettiva dei magiari e dei dalmati. In Ungheria, essi si proponevano come potenti latifondisti di nobili origini, figure politiche di spicco e discreti comandanti militari, mentre i prelati dalmati ricoprivano perlopiù un ruolo locale, al massimo regionale, oltre a non esercitare alcuna ingerenza nelle questioni di rilevanza più ampia, discendendo principalmente legati all'élite borghese locale.
Papa Innocenzo IV confermò l'elezione di Ugrino il 7 luglio 1246, dopodiché venne consacrato arcivescovo dai suoi suffraganei, Treguano di Traù, Nicola di Lesina, Bartolomeo di Scardona e Filippo di Segna nella cattedrale di San Doimo il 20 settembre 1247. Dopo la sua consacrazione, inviò Filippo di Segna alla Curia romana di Lione per ottenere il suo pallio. Tornato in Dalmazia, Filippo consegnò il pallio a Bartolomeo di Scardona, assecondando le istruzioni del papa. Bartolomeo, nel frattempo dimessosi ed entrato nell'ordine dei francescani, investì ufficialmente Ugrino del suo arcivescovado. In seguito, Ugrino nominò vescovo di Scardona un frate domenicano ungherese, Giovanni Hahót, nel 1248.
Ugrino Csák spirò il 27 novembre 1248, dopo una grave malattia. L'arcidiacono Tommaso afferma che Ugrino confessò segretamente «i suoi peccati e alcuni eccessi» sul letto di morte. Sepolto nella chiesa dei frati predicatori di Spalato, all'indomani della sua scomparsa Giovanni Hahót, vescovo di Scardona, fu eletto arcivescovo dai confidenti di Ugrino, ma il papa si rifiutò di confermarlo e, invece, nominò Ruggero di Puglia nel 1249. A Ugrino successe in veste di comes di Spalato Stefano Gutkeled, bano di Slavonia.